# Gare de Spa
La gare de Spa est une gare ferroviaire belge de la ligne 44 de Pepinster à Stavelot et la principale gare de la ville de Spa située en Région wallonne dans la province de Liège.
Elle est mise en service en 1855 par la Compagnie du chemin de fer de Pepinster à Spa. C'est une gare de la Société nationale des chemins de fer belges (SNCB) desservie par des trains Omnibus (L) et d’Heure de pointe (P).

## Situation ferroviaire
Établie à 253 mètres d'altitude, la gare de Spa est située au point kilométrique (PK) 11,20 de la ligne 44, de Pepinster à Stavelot, entre les gares ouvertes de Franchimont et de Spa-Géronstère (par le viaduc de Spa), point d'arrêt situé à proximité du centre ville, terminus de la section en service de la ligne.

## Histoire
La gare de Spa est mise en service le 17 février 1855 par la Compagnie du chemin de fer de Pepinster à Spa, lorsqu'elle ouvre le tronçon de La Reid à Spa qui permet l'exploitation de la totalité de sa ligne de Pepinster à Spa. Spa est alors une gare en cul-de-sac.
Lorsque fut décidé le prolongement la ligne vers Stavelot, Trois-Ponts et le Luxembourg (Jonction Grand Ducale), il fallut changer l'emplacement de la gare de Spa d'où la construction d'un second bâtiment qui entre en fonction avant même l'inauguration de la nouvelle ligne. Appartenant aux Chemins de fer Guillaume-Luxembourg (qui ont racheté la société du Pépinster-Spa), elle est exploitée par la société française des Chemins de fer de l'Est jusqu'en 1872, année où l’État belge nationalise l'ensemble des lignes du Guillaume-Luxembourg sur le territoire belge.
La gare d'origine resta utilisée pour d'autres fonctions. Après avoir servi de bureau pour le service des voies et travaux puis de logement pour le chef de station en 1898 et finalement d'habitation particulière. Elle a malheureusement été démolie en 1991.
La nouvelle gare, construite en 1863 était un édifice plus vaste qui reprenait le motif typique de la Compagnie du chemin de fer de Pepinster à Spa avec des bandes diagonales de brique claire en croisillon. Cependant, la façade de la gare a été repeinte en blanc, masquant de ce fait les couleurs d'origine.
Elle possédait une grande marquise en fer enjambant les voies qui fut démolie en 1970 pour pouvoir électrifier la ligne. Il existait également un grand espace vitré côté rue.

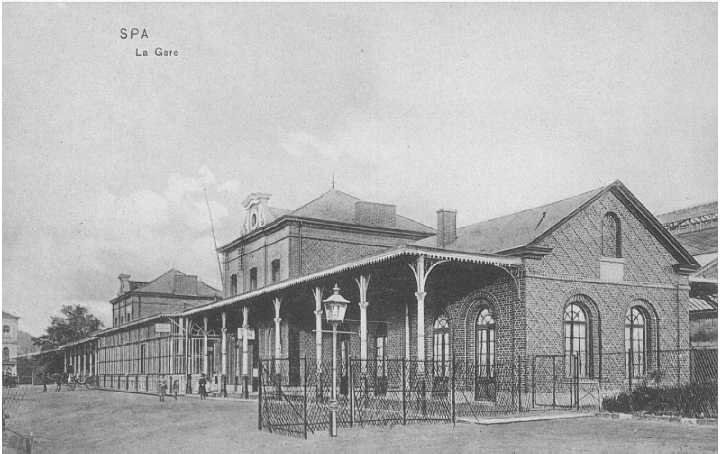
Bâtiment de la gare en état d'origine.
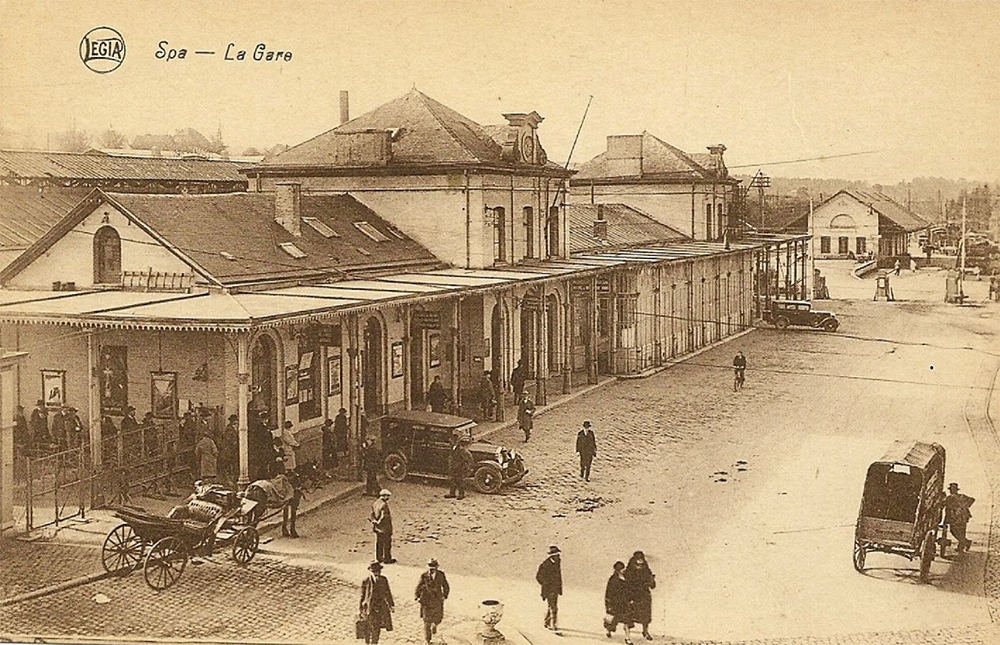
Durant l'entre-deux-guerres.
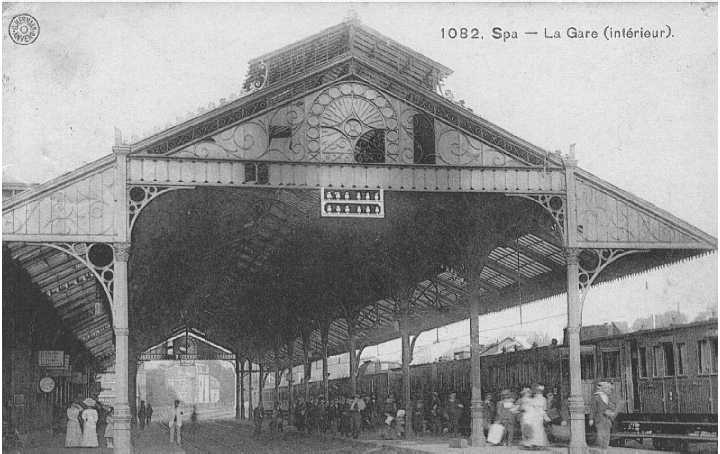
Marquise surplombant les voies.

## Service des voyageurs

### Accueil
Gare SNCB, elle dispose d'un bâtiment voyageurs, avec guichet, ouvert tous les jours. Des aménagements, équipements et services sont à la disposition des personnes à la mobilité réduite.

### Desserte
Spa est desservie par des trains Omnibus (L) et d’Heure de pointe (P) de la SNCB circulant sur la ligne commerciale 37.
Entre décembre 2015 et le 10 décembre 2023, la gare de Spa voit est un arrêt de la relation L de Spa-Geronstère à Aix-la-Chapelle. Assurée exclusivement en automotrices classiques, homologuées pour circuler en Allemagne sur la section électrifiée en 3 000 V continu menant à la gare centrale d'Aix-la-Chapelle. Ces trains ont été remplacés par des omnibus limités à la gare de Verviers-Central assurés par des automotrices AM80.
En semaine comme les week-ends, la gare est desservie par des trains L reliant Spa-Géronstère à Verviers Central au rhytme d'un par heure. En semaine, un aller-retour de trains L est prolongé jusque Welkenraedt (un dans chaque sens le matin et l'après-midi) et un train supplémentaire d’heure de pointe (P) relie Spa-Geronstère à Verviers-Central le matin.

### Intermodalité
Un parc pour les vélos et un parking pour les véhicules y sont aménagés. Elle est desservie par des bus.

## Comptage voyageurs
Ce graphique et tableau montre le nombre de voyageurs embarquant en moyenne durant la semaine, le samedi et le dimanche.
| Nombre de passagers qui embarquent à la gare de Spa | Nombre de passagers qui embarquent à la gare de Spa | Nombre de passagers qui embarquent à la gare de Spa | Nombre de passagers qui embarquent à la gare de Spa |
|                                                     | Semaine                                             | Samedi                                              | Dimanche                                            |
| --------------------------------------------------- | --------------------------------------------------- | --------------------------------------------------- | --------------------------------------------------- |
| 1977                                                | 537                                                 | 246                                                 | 403                                                 |
| 1978                                                | 536                                                 | 278                                                 | 420                                                 |
| 1979                                                | 594                                                 | 300                                                 | 455                                                 |
| 1980                                                | 381                                                 | 310                                                 | 413                                                 |
| 1981                                                | 604                                                 | 271                                                 | 315                                                 |
| 1982                                                | 619                                                 | 278                                                 | 405                                                 |
| 1983                                                | 578                                                 | 217                                                 | 277                                                 |
| 1984                                                | 578                                                 | 257                                                 | 295                                                 |
| 1985                                                | 775                                                 | 193                                                 | 321                                                 |
| 1986                                                | 685                                                 | 296                                                 | 223                                                 |
| 1987                                                | 661                                                 | 262                                                 | 353                                                 |
| 1988                                                | 790                                                 | 236                                                 | 627                                                 |
| 1989                                                | 745                                                 | 214                                                 | 315                                                 |
| 1990                                                | 697                                                 | 217                                                 | 290                                                 |
| 1991                                                | 630                                                 | 260                                                 | 217                                                 |
| 1992                                                | 653                                                 | 275                                                 | 315                                                 |
| 1993                                                | 624                                                 | 225                                                 | 256                                                 |
| 1994                                                | 737                                                 | 359                                                 | 385                                                 |
| 1995                                                | 571                                                 | 295                                                 | 343                                                 |
| 1996                                                | 582                                                 | 222                                                 | 217                                                 |
| 1997                                                | 616                                                 | 293                                                 | 298                                                 |
| 1998                                                | 614                                                 | 275                                                 | 270                                                 |
| 1999                                                | 562                                                 | 205                                                 | 205                                                 |
| 2000                                                | 574                                                 | 214                                                 | 305                                                 |
| 2001                                                | 405                                                 | 167                                                 | 201                                                 |
| 2002                                                | 493                                                 | 174                                                 | 167                                                 |
| 2003                                                | 407                                                 | 158                                                 | 236                                                 |
| 2004                                                | 483                                                 | 181                                                 | 238                                                 |
| 2005                                                | 473                                                 | 238                                                 | 284                                                 |
| 2006                                                | 560                                                 | 246                                                 | 278                                                 |
| 2007                                                | 498                                                 | 196                                                 | 266                                                 |
| 2008                                                | -                                                   | -                                                   | -                                                   |
| 2009                                                | 467                                                 | 225                                                 | 191                                                 |
| 2010                                                | -                                                   | -                                                   | -                                                   |
| 2011                                                | -                                                   | -                                                   | -                                                   |
| 2012                                                | 412                                                 | 157                                                 | 201                                                 |
| 2013                                                | 358                                                 | 166                                                 | 171                                                 |
| 2014                                                | 429                                                 | 189                                                 | 188                                                 |
| 2015                                                | 383                                                 | 198                                                 | 296                                                 |
| 2016                                                | 357                                                 | 176                                                 | 203                                                 |
| 2017                                                | 346                                                 | 153                                                 | 151                                                 |
| 2018                                                | 311                                                 | 169                                                 | 169                                                 |
| 2019                                                | 414                                                 | 207                                                 | 153                                                 |
| 2020                                                | 270                                                 | 147                                                 | 130                                                 |
| 2021                                                | -                                                   | -                                                   | -                                                   |
| 2022                                                | 310                                                 | 186                                                 | 421                                                 |
| 2023                                                | 321                                                 | 199                                                 | 272                                                 |
| 2024                                                | 354                                                 | 162                                                 | 155                                                 |

vues de la gare
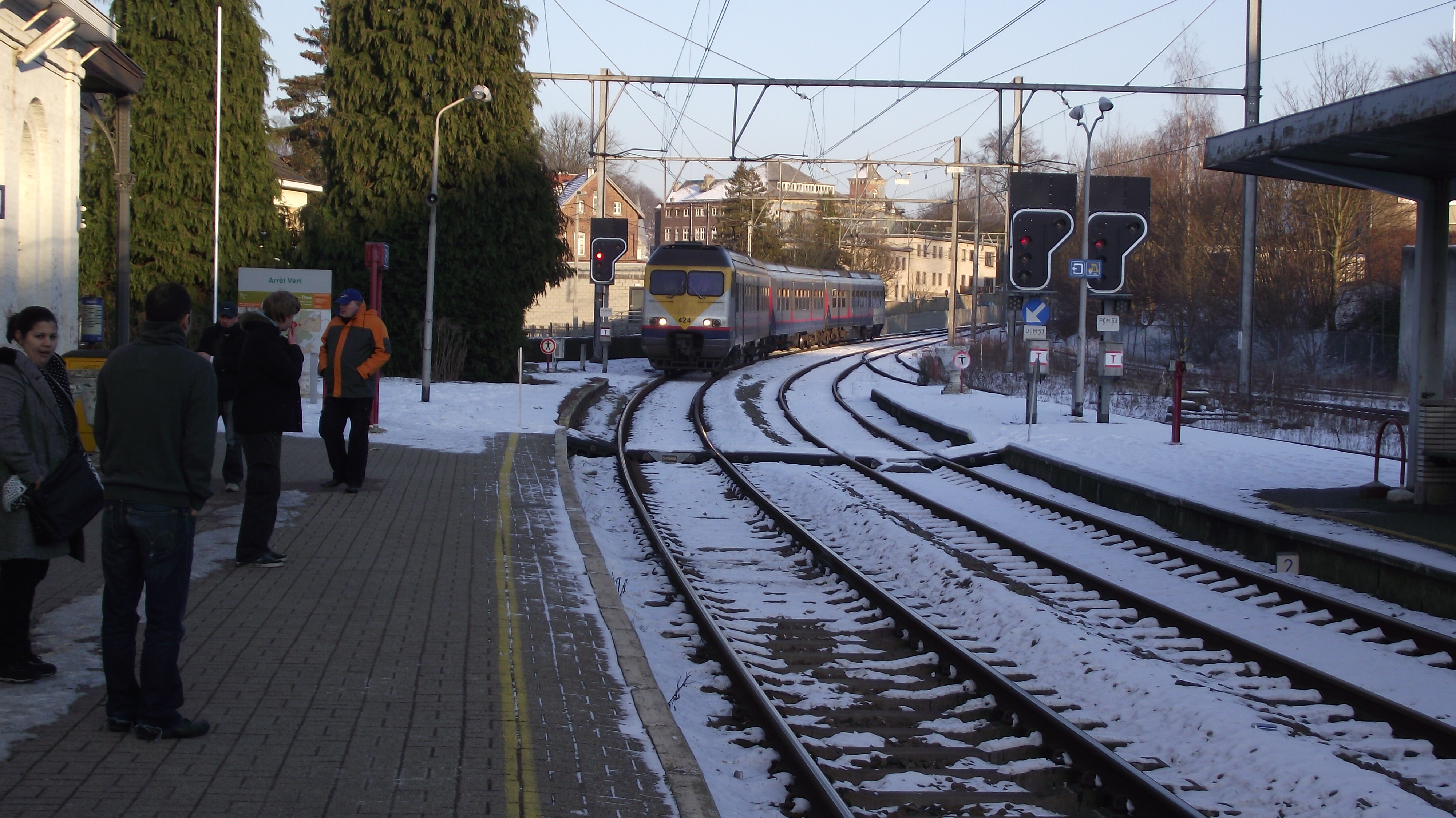
Arrivée d'un train en 2012.
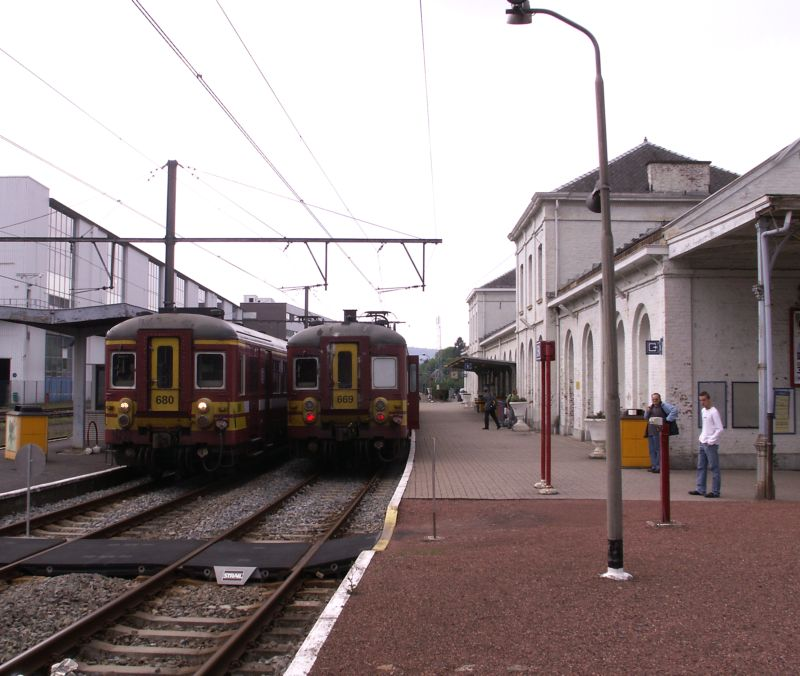
Trains à quai en 2007.
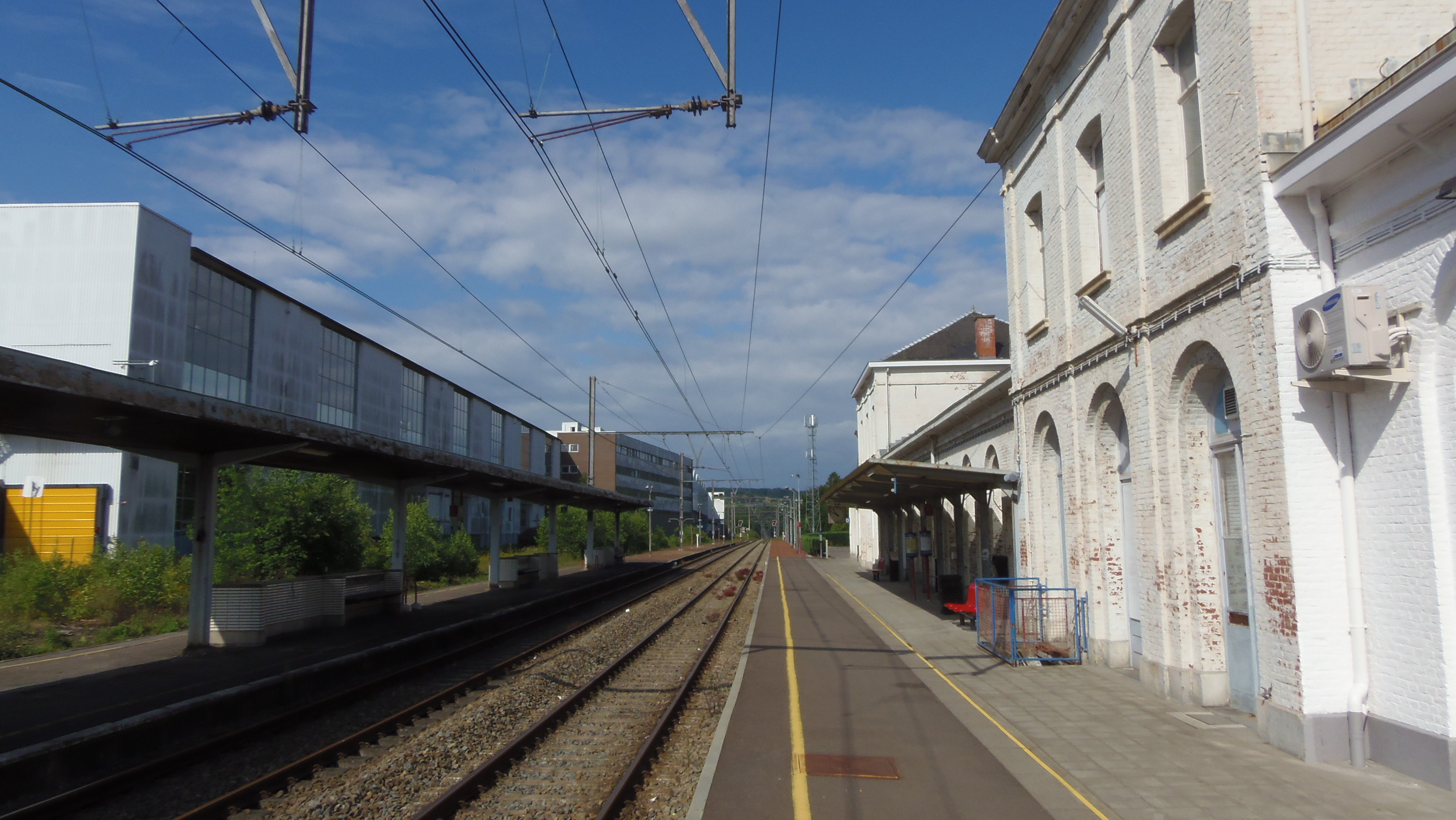
Côté quais.
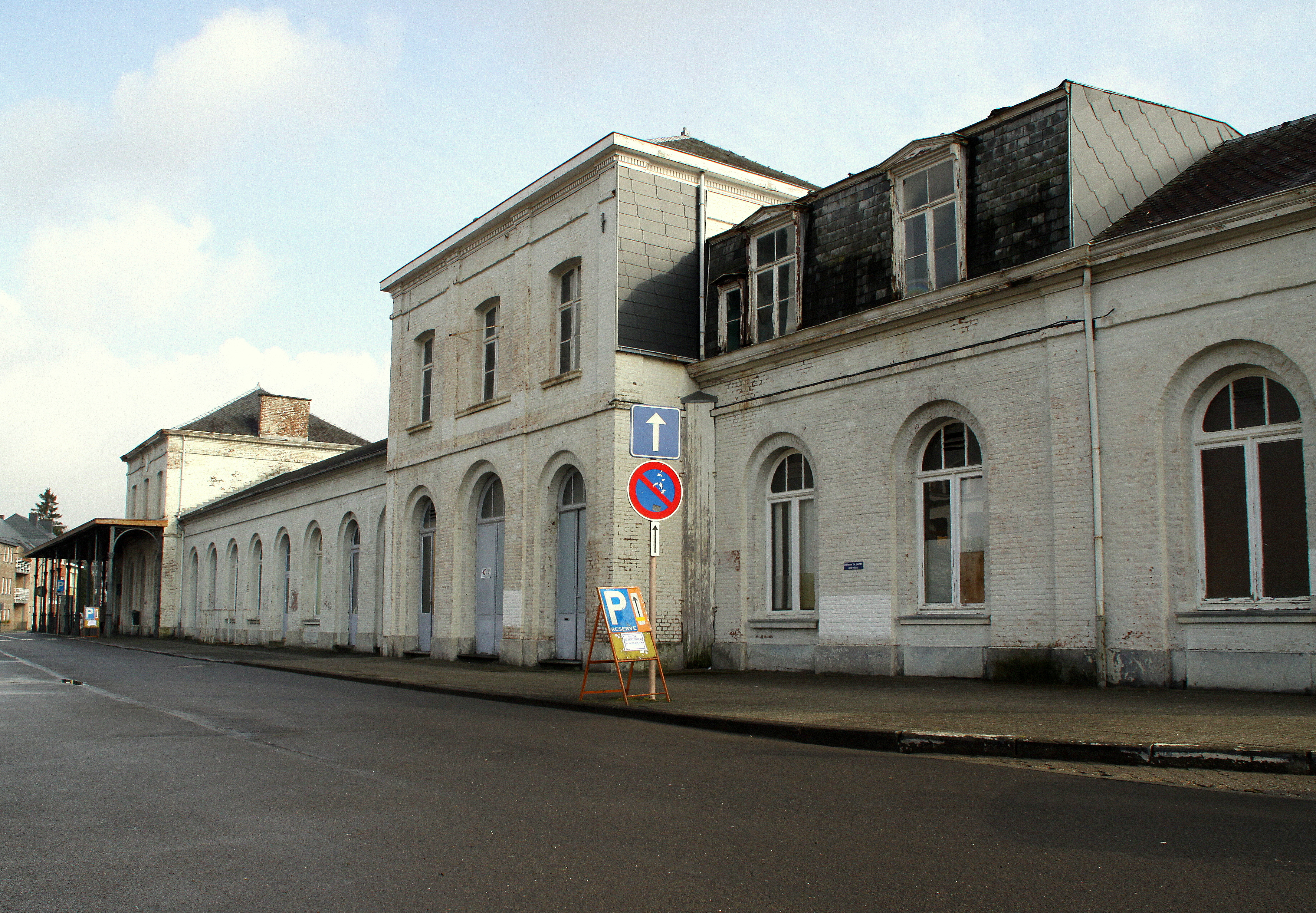
Côté rue.